# Лілієшть
Лілієшть, Лілієшті (рум. Liliești) — село у повіті Прахова в Румунії. Адміністративно підпорядковане місту Бейкой.
Село розташоване на відстані 68 км на північ від Бухареста, 15 км на північний захід від Плоєшті, 72 км на південь від Брашова.

## Населення
За даними перепису населення 2002 року у селі проживали 3457 осіб. Рідною мовою 3456 осіб (> 99,9%) назвали румунську.
Національний склад населення села:
| Національність | Кількість осіб | Відсоток |
| -------------- | -------------- | -------- |
| румуни         | 3411           | 98,7%    |
| цигани         | 44             | 1,3%     |